# Tiago do Vale
Tiago do Vale (pronunciación portuguesa: [ˈtjaɣu ðu ˈvalɨ]) es un arquitecto portugués. Encabeza el despacho Tiago do Vale Arquitectos.

## Antecedentes
Do Vale nació en 1978 en el norte de Portugal. Estudiante del Departamento de Arquitectura de la Universidad de Coímbra, fue alumno de Fernando Távora y Gonçalo Byrne, entre otros. Fue Senador y Miembro de la Asamblea de la Universidad de Coímbra.
Posgraduado en Estudios Avanzados en Patrimonio Arquitectónico por la Facultad de Arquitectura de la Universidad de Oporto.

## Carrera
Con obra publicada y expuesta internacionalmente, Tiago do Vale regularmente presenta ponencias y escribe artículos sobre arquitectura, urbanismo y rehabilitación.
Fue comisario de los "Diálogos Urbanos, Jornadas Internacionales de Arquitectura" de 2014 (Portugal) y de las ediciones de 2015, 2016, 2017, 2018 y 2019 de las “Mesturas, Encuentros Internacionales de Arquitectura Galicia-Portugal” (España y Portugal).
Jurado del Premio DAS 2016 y 2017 en Moldavia, de las ediciones de 2016 y 2017 del Premio João de Almada en Portugal, del Architecture MasterPrize en Estados Unidos de América desde su edición de 2020, y de los Muse Design Awards desde 2020 en Estados Unidos de América.

## Premios
Entre otros:
- 2014: ArchDaily Building of the Year Awards, Primer Premio (Rehabilitación)[12]
- 2014: Premio del Instituto de la Habitación y de la Rehabilitación Urbana, Primera Mención de Honor[13]
- 2015: Architizer A+Awards, Primer Premio (Arquitectura +Preservación)[14]
- 2016: Premio Americano de Arquitectura, Tercer Premio (Arquitectura de Patrimonio)[15]
- 2017: Premios COAG de Arquitectura, Finalista (Divulgación y Investigación)[16]
- 2017: Premio Americano de Arquitectura, Primer Premio (Arquitectura Interior, Comercial)[17]
- 2018: Premios Internacionales de Diseño, Tercer Premio (Arquitectura Sostenible)[18]
- 2018: Archtizer A+Awards, Dobre Primer Premio (Arquitectura +Preservación)[19]
- 2018: Global Architecture & Design Awards, Mención de Honor (Arquitectura Interior, Comercial)[20]
- 2018: International Architecture Awards, Tercer Premio (Arquitectura Interior, Comercial)[21]
- 2018: Blueprint Awards, Primer Premio (Mejor Proyecto Sostenible)[22]
- 2018: Architecture MasterPrize, Mención de Honor (Pequeña Escala)[23]
- 2019: Muse Design Awards, Premio de Platina (Restauro Histórico) y Doble Premio de Oro (Arquitectura Sostenible y Arquitectura Residencial)[24]
- 2019: Baku International Architecture Award, Primer Premio (Restauro de Interior Histórico) y Mención de Honor (Rehabilitación y Reconstrucción de Edificio Histórico)[25]
- 2019: Architecture Masterprize, Despacho del Año (Arquitectura Multidisciplinar)[26]
- 2020: DNA Paris Design Awards, Ganador (Arquitectura Verde)[27]
- 2021: Premios Internacionales de Diseño, Tercer Premio (Arquitectura Residencial)[28]
- 2021: LOOP Design Awards, Mención de Honor (Arquitectura Sostenible)[29]
- 2022: LOOP Design Awards, Ganador (Pequeño Despacho de Arquitectura del Año),[30] Ganador (Mejor Despacho de Rehabilitación)[31] y Ganador (Design & Pequeña Escala)[32]
- 2025: Houzee Awards, Vencedor de Platina (Condominios y Apartamentos)[33]
- 2025: Japan Design Award, Premio de Plata (Arquitectura)[34]

## Publicaciones
Entre otras:
- Tiago do Vale, Urban Complex, Design Media Publishing Ltd 2014, 288 páginas, ISBN 978-9881-29675-7[35]
- Tiago do Vale, 城市综合体, Liaoning Science and Technology Publishing House Ltd 2014, 285 páginas, ISBN 978-7538-18736-6[36]
- Tiago do Vale Projetos / Projects, Archi&Book's, 168 páginas, ISSN 1646-2262 [37]